# خلل الذوق
خلل الذوق (بالإنجليزية: Dysgeusia)، هو خَلل في شعور الذوق. غالبًا ما يرتبط أيضًا بالعمر، وهو النقص الكامل في التذوق، ونقص التذوق هو انخفاض في حساسية الذوق. قد يكون التغير في الذوق أو الرائحة عملية ثانوية في حالات المرض المختلفة، أو قد يكون عرض أساسي، وعادةً ما يكون التشخيص معقدًا حيث أن إحساس الذوق مُرتبط مع أجهزة إحساس أخرى. تَشمل الأسباب الشائعة لخلل الإحساس العلاج الكيميائي، وعلاج الربو مع ألبوترول، ونقص الزنك. يمكن أن تكون العقاقير المختلفة مسؤولة أيضًا عن تغير المذاق مما يؤدي إلى خلل في الوجه. نظراً لتنوع أسباب خلل الذوق، وهناك العديد من العلاجات التي يمكن أن تكون فعالة في تخفيف أو إنهاء أعراض خلل الذوق. وتشمل اللعاب الاصطناعي، وبيلوكاربين، ومكملات الزنك، وتغيرات في العلاج بالعقاقير، وحمض ألفا ليبويك.

## الأعراض
التغيرات في حاسة الذوق، عادةً لها طعم معدني، وأحياناً رائحة وهي الأعراض الوحيدة. مدة أعراض خلل الذوق يعتمد على السبب. إذا كان التغيير في حاسة الذوق يرجع إلى أمراض اللويحة السنية، أو التهاب دواعم السن، أو آفة، أو حالة مؤقتة مثل الزكام، يجب أن يختفي «خلل الذوق» بمجرد إزالة السبب. في بعض الحالات، إذا كانت الآفات موجودة في مسار الطعم والأعصاب قد تضررت، قد يكون الخلل دائم.

## الأسباب

### العلاج الكيميائي
السبب الرئيسي لخلل الذوق هو العلاج الكيميائي للسرطان. العلاج الكيميائي في كثير من الأحيان يُدفع الضرر إلى تجويف الفم، مما يؤدي إلى التهاب الغشاء المخاطي الفموي، والعدوى عن طريق الفم، وخلل الغدد اللعابية. يتكون التهاب الغشاء المخاطي الفموي من التهاب في الفم، بالإضافة إلى تقرحات في الأنسجة. عادة ما يكون لدى الأفراد الأصحاء مجموعة متنوعة من الكائنات الميكروبية التي تعيش في تجاويفها الفموية؛ ومع ذلك، يمكن للعلاج الكيميائي السماح لهذه العوامل غير المسببة للأمراض عادة إحداث عدوى خطيرة؛ مما قد يؤدي إلى انخفاض في اللعاب. بالإضافة إلى ذلك، المرضى الذين يخضعون للعلاج بالإشعاع يخسرون أيضًا الأنسجة اللعابية. يعد اللعاب عنصرًا مهمًا في آلية الذوق. يتفاعل اللعاب مع مستقبلات الذوق في الفم ويحميها. يتوسط اللعاب الأذواق الحامضة والحلو من خلال أيونات البيكربونات والغلوتامات، على التوالي. يتم تحفيز طعم الملح عندما تتجاوز مستويات كلوريد الصوديوم التركيز في اللعاب. أفادت التقارير أن 50٪ من مرضى العلاج الكيميائي قد عانوا إما من خلل أو شكل آخر من عوائق الذوق. أمثلة على العلاجات الكيميائية التي يمكن أن تؤدي إلى خلل الذوق هي سيكلوفوسفاميد، وسيسبلاتين، وإيتوبوسيد. الآلية الدقيقة للخلل الناجم عن العلاج الكيميائي غير معروفة.

### براعم التذوق
الخلل في براعم التذوق قد تؤدي إلى خلل الذوق. في دراسة أجراها ماساهيد ياسودا وهيتوشي توميتا من جامعة نيهون اليابانية، لوحظ أن المرضى الذين يعانون من هذا الاضطراب لديهم أقل ميكروفيلي من المعتاد. بالإضافة إلى ذلك، تم تخفيض النواة وسيتوبلازم خلايا برعم التذوق. استناداً إلى النتائج التي توصلوا إليها، ينتج الديجوزيا من فقدان الزغيبات الدقيقة وتخفيض الحويصلات بين الخلايا من النمط الثالث، والتي يمكن أن تتداخل مع مسار الذوقية.

### نقص الزنك
السبب الرئيسي الآخر لخلل الذوق هو نقص الزنك. في حين أن الدور الدقيق للزنك غير معروف، فقد تم الاستشهاد بأن الزنك هو المسؤول جزئياً عن إصلاح وإنتاج براعم التذوق. يتفاعل الزنك بطريقة مباشرة أو غير مباشرة مع الأنهيداز الكربونيك السادس، مما يؤثر على تركيز غوستين، المرتبط بإنتاج براعم التذوق. كما تم الإبلاغ عن أن المرضى الذين تم علاجهم بالزنك، حيث يعانون من ارتفاع في تركيز الكالسيوم في اللعاب. من أجل العمل بشكل صحيح، تعتمد براعم التذوق على مستقبلات الكالسيوم.الزنك «هو عامل مساعد مهم لفوسفاتاز قلوي، والأنزيمات الأكثر وفرة في الأغشية برعم التذوق؛ وهو أيضاً مكون من بروتين النشويات النكفية المهم لتنمية وصيانة براعم التذوق العادية.»

### عقاقير
يوجد مجموعة واسعة من الأدوية التي يمكن أن تسبب خلل في حاسية الذوق، بما في ذلك زوبيكلون، H1-مضاد الهستامين، مثل أزيلاستين وإيميداستين. قرابة من 250 نوع من العقاقير تؤثر على الطعم. يمكن تثبيط قنوات الصوديوم المرتبطة بمستقبلات الذوق من قبل أميلوريد، ويمكن إعاقة تشكل براعم التذوق الجديدة واللعاب بواسطة الأدوية المضادة للتكاثر. يمكن أن يحتوي اللعاب على آثار الدواء، مما يؤدي إلى ظهور نكهة معدنية في الفم. وتشمل الأمثلة على كربونات الليثيوموتتراسيكلينات قد تتفاعل الأدوية المحتوية على مجموعات ثيول، بما في ذلك البنيسيلامين وكابتوبريل، التي يمكن أن تتفاعل مع الزنك وتسبب الخلل. وجد أن مترونيدازول وكلورهيكسيدين يتفاعلان مع أيونات معدنية ترتبط بغشاء الخلية. الأدوية التي تمنع إنتاج الأنجيوتنسين الثاني عن طريق تثبيط إنزيم تحويل الأنجيوتنسين، على سبيل المثال إبروسارتان. هناك عدد قليل من العقاقير التي تدعي حاصرات قنوات الكالسيوم مثل أملوديبين التي تسبب أيضاً خلل الذوق عن طريق منع براغم ذوق الكالسيوم الحساسة.

### أسباب متنوعة
يمكن أن يسبب جفاف الحلق، والمعروفة أيضًا باسم متلازمة جفاف الفم خلل في المعدة، نظرًا لأن التدفق اللعابي الطبيعي والتركيز ضروريان للتذوق. يمكن أن يؤدي إصابة العصب اللساني البلعومي إلى عسر الحركة. بالإضافة إلى ذلك، يمكن أن تكون الأضرار التي لحقت بالجسر (تشريح)، المهاد، والدماغ المتوسط، وكلها تشكل مسار الذوقية، عوامل محتملة. في دراسة حالة يعاني 22٪ من المرضى الذين يعانون من انسداد المثانة أيضًا من خلل الذوق. تم التخلص منه في 100 ٪ من هؤلاء المرضى بمجرد إزالة الانسداد. على الرغم من عدم التأكد مما تنطوي عليه العلاقة بين تخفيف المثانة وخلل الإحساس، فقد لوحظ أن المناطق المسؤولة عن الجهاز البولي والمذاق في الدونات والقشرة المخية في الدماغ.
هناك العديد من أسباب خلل الذوق هي أسباب غير معروفة. قد تساهم مجموعة واسعة من العوامل المتنوعة في اضطراب الذوق، مثل ارتجاع معدي مريئي والتسمم بالرصاص وداء السكري. من الواضح أن أقلية من حبوب الصنوبر يمكن أن تسبب اضطرابات في الذوق، لأسباب غير مثبتة تمامًا. بعض مبيدات الآفات يمكن أن يكون لها آثار ضارة على براعم التذوق والأعصاب في الفم. وتشمل هذه المبيدات مركبات كلوريد عضوي ومبيدات كربامات. الأضرار التي تلحق بالجهاز العصبي المحيطي، بالإضافة إلى إصابة فرع عصب الحبل الطبلي التي تسبب أيضًا خلل الذوق. هناك خطر جراحي من أجل تنظير الحنجرة واستئصال اللوزتين يشمل خلل النطق. المرضى الذين يعانون من متلازمة الفم الحارق، والنساء بعد سن اليأس غالباً ما يعانون من خلل الذوق أيضاً.

## وصلات خارجية
- Dysgeusia at NIH نسخة محفوظة 24 يوليو 2013 at Archive.is